# Горбово (Куликовский район)
Го́рбово (укр. Горбове) — село Куликовского района Черниговской области Украины, центр сельского совета. Основано в 1567 году. Население 1 347 человек.
Код КОАТУУ: 7422782501. Почтовый индекс: 16311. Телефонный код: +380 4643.

## История
В селе Горбово была Рождество-Богородицкая (в 1741 году — священник Петр Дмитриевич). С 1861 года волостной центр Горбовской волости Черниговского уезда.

## Власть
Орган местного самоуправления — Горбовский сельский совет. Почтовый адрес: 16311, Черниговская обл., Куликовский р-н, с. Горбово, ул. Мира 97, тел. 2-34-10, 2-34-32.
Горбовскому сельскому совету, кроме села Горбово, подчинены сёла:
- Глузды;
- Уборки.

## Галерея

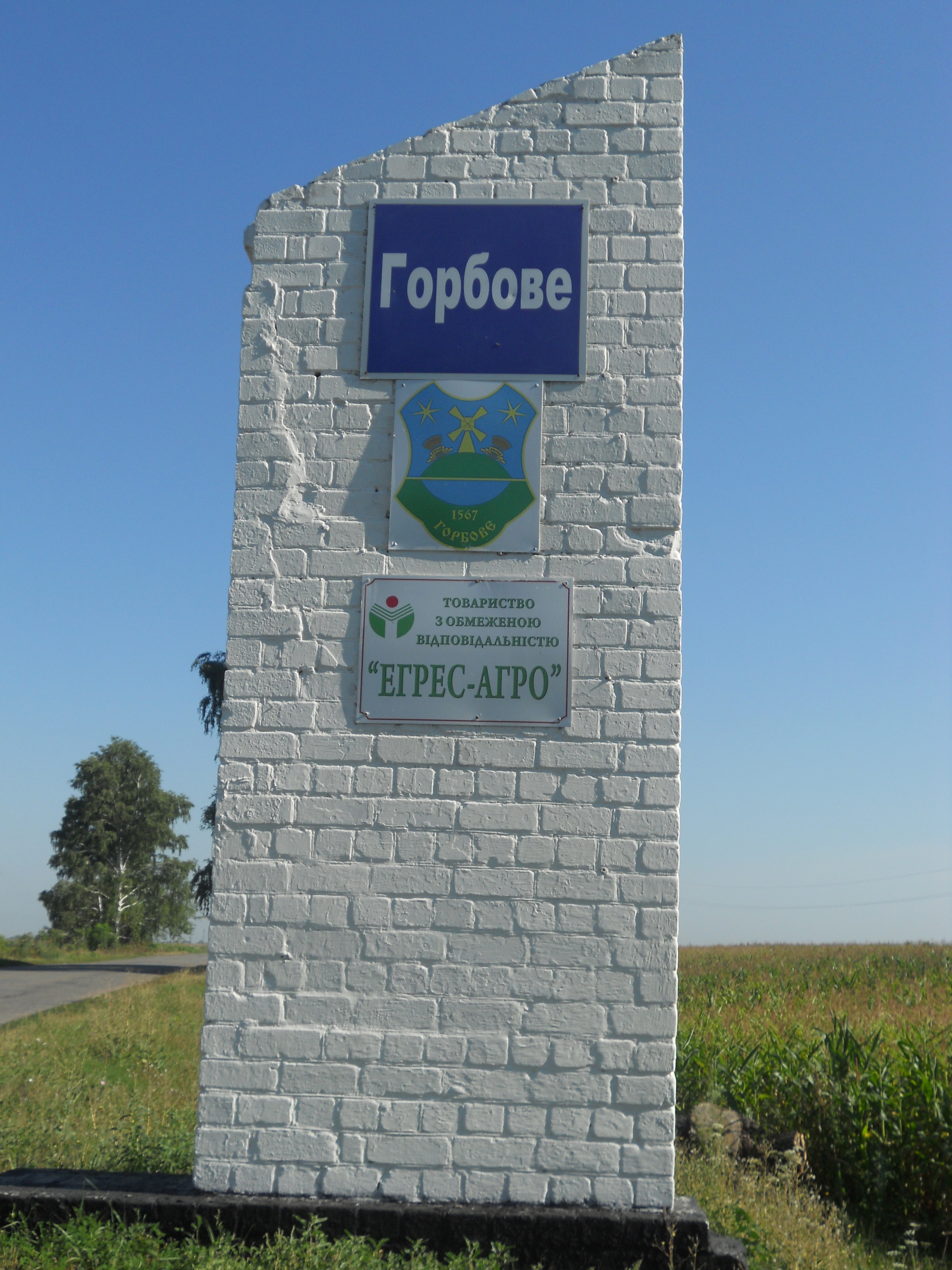
Знак при въезде в село
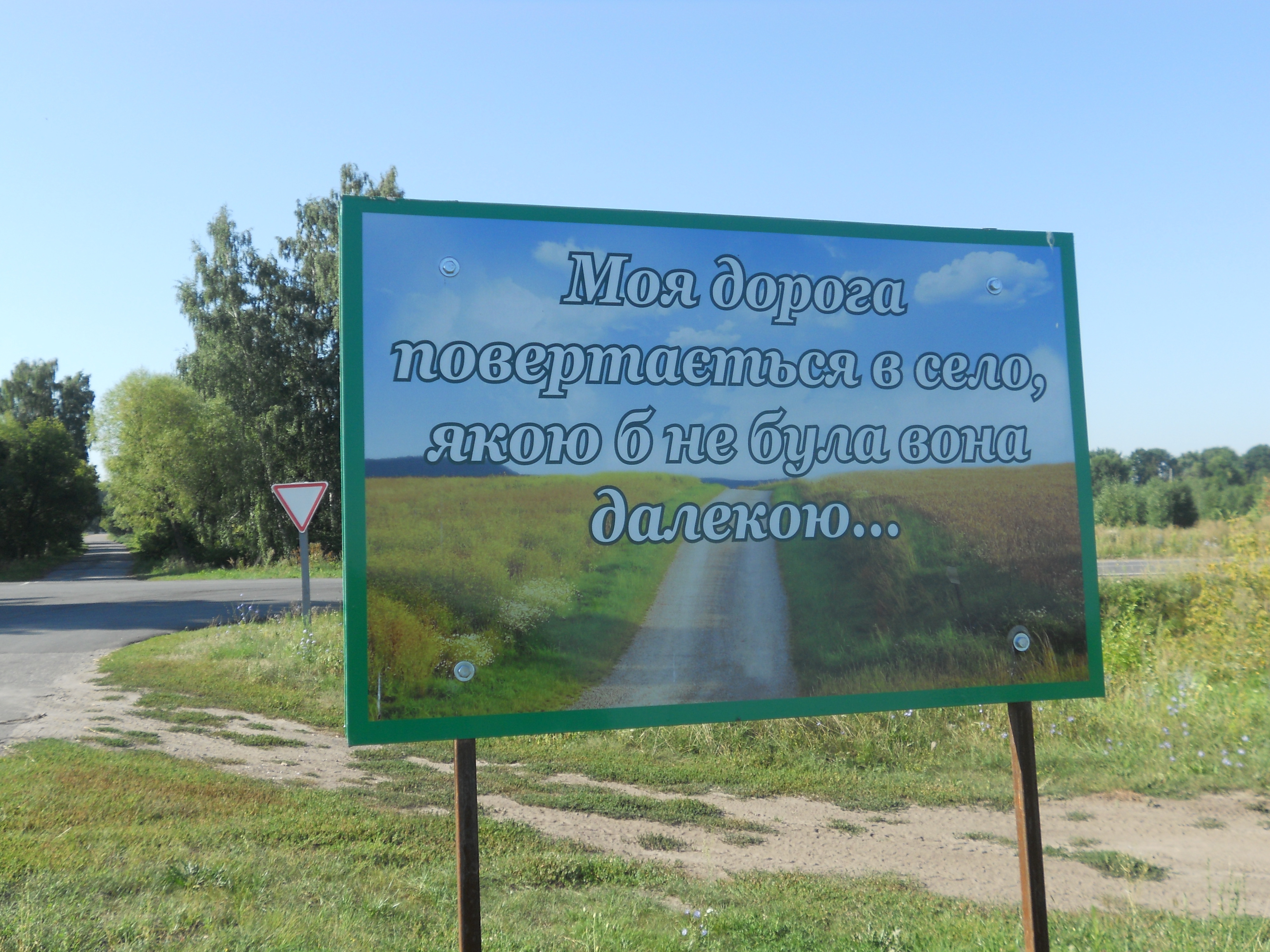
Знак при выезде из села
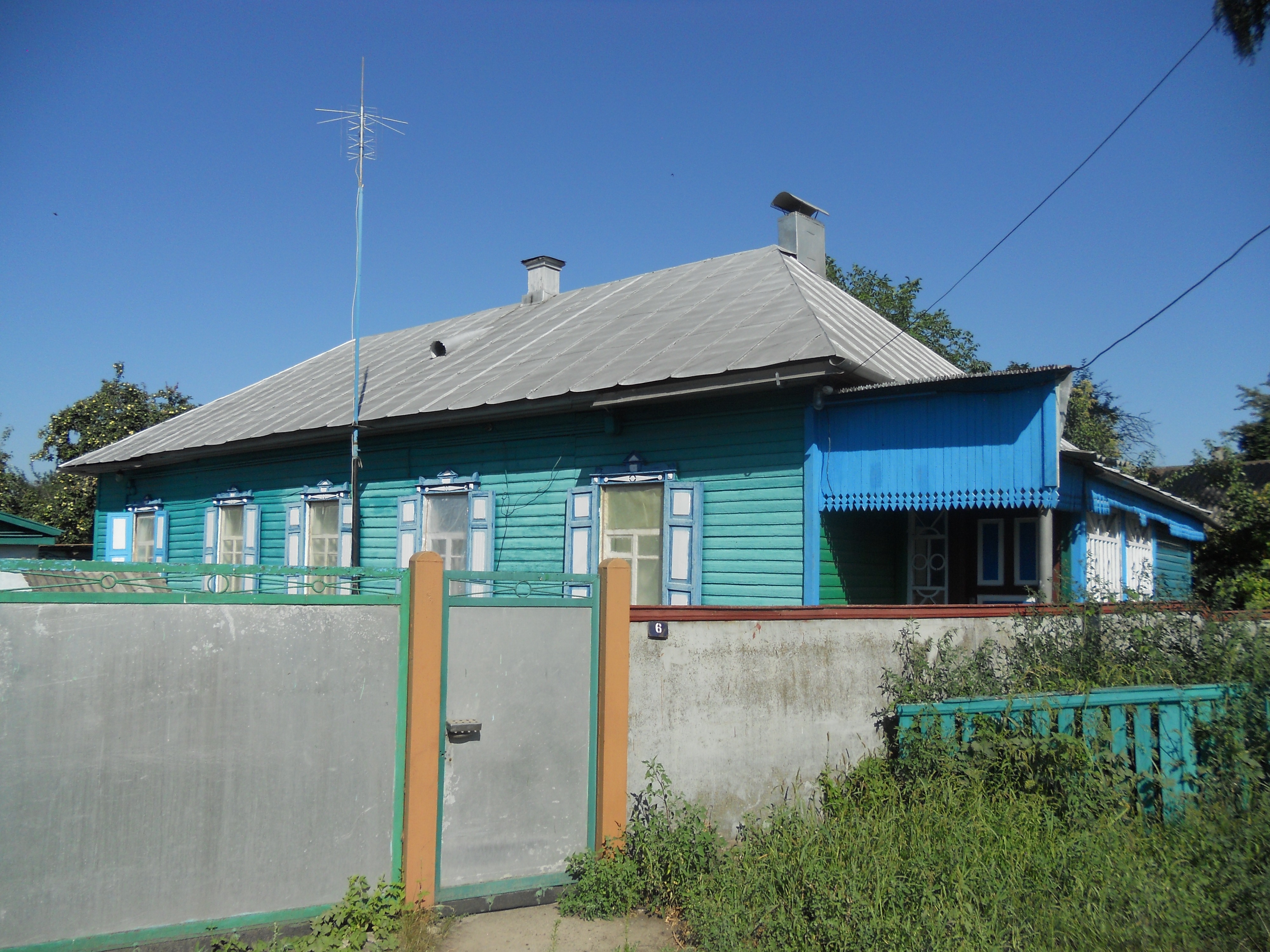
типовая хата
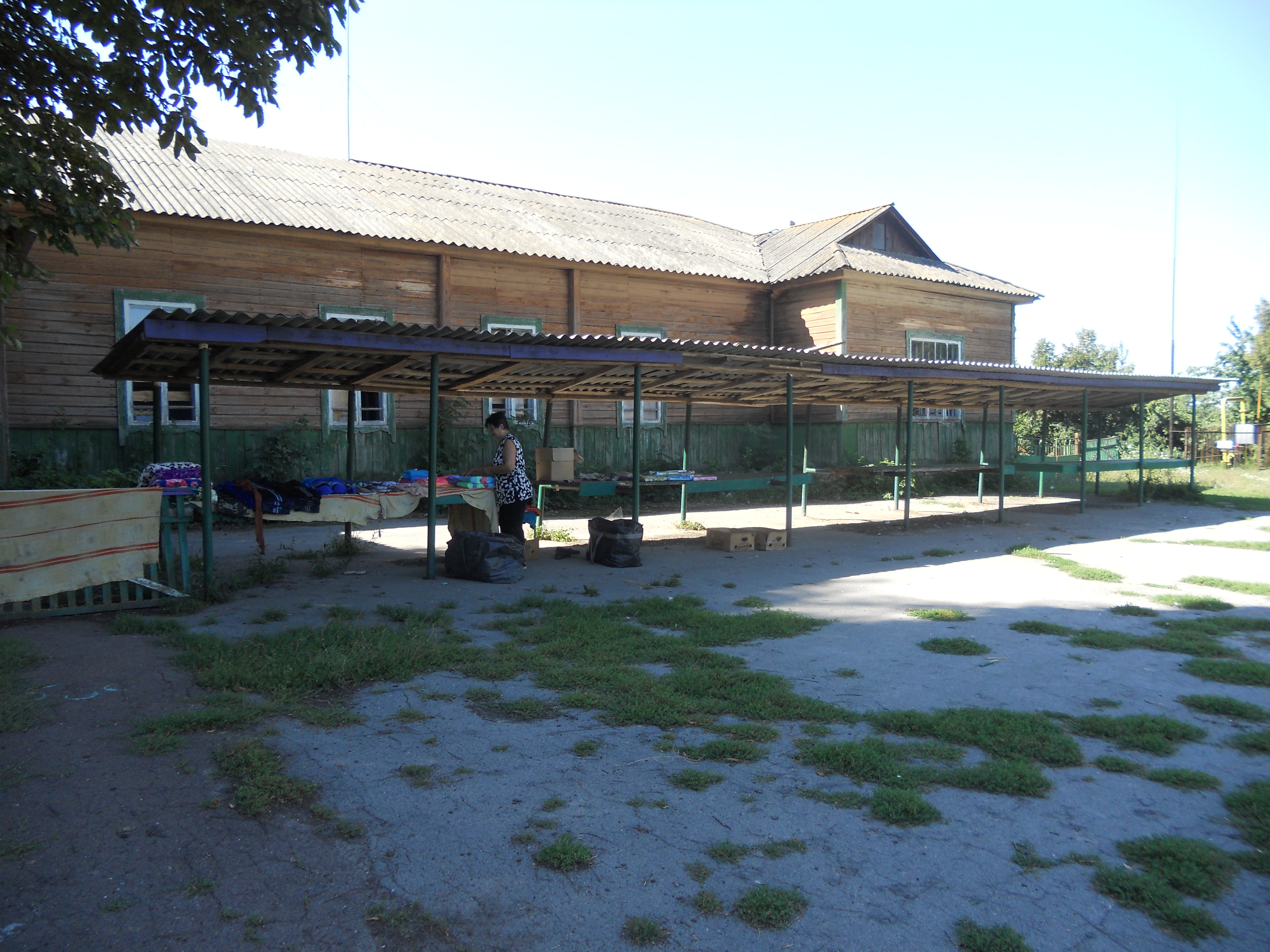
базар
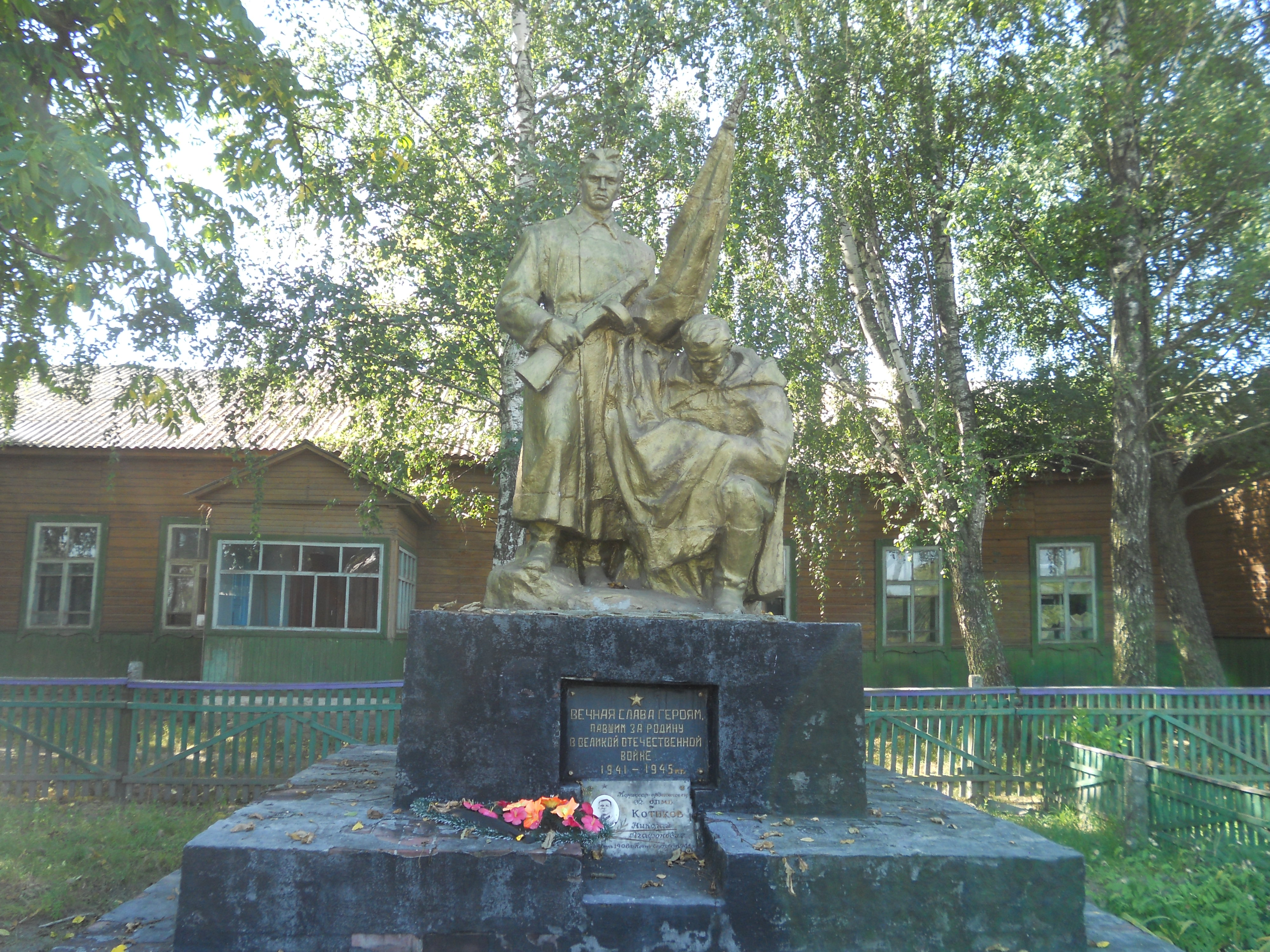
памятник
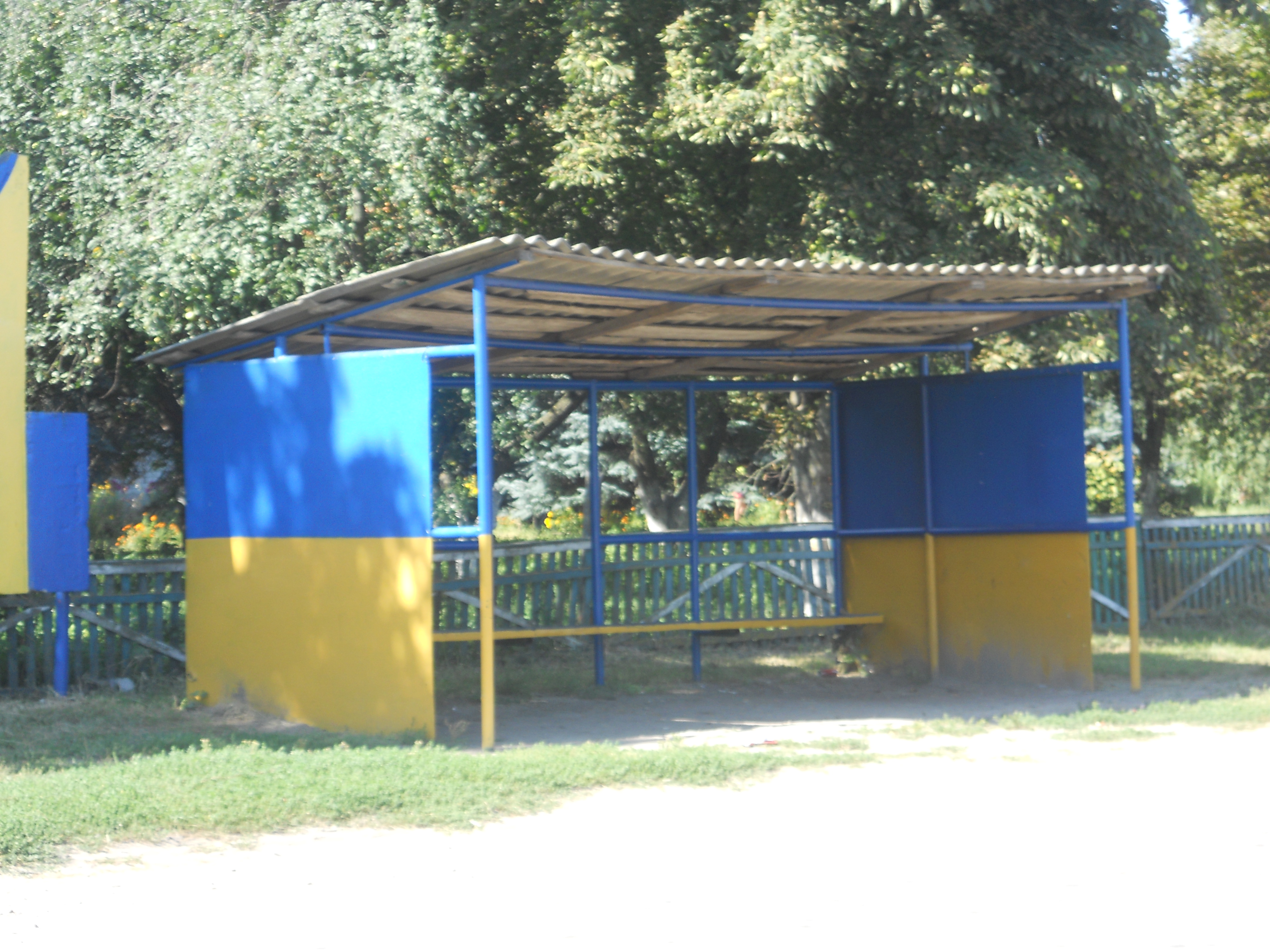
автобусная остановка
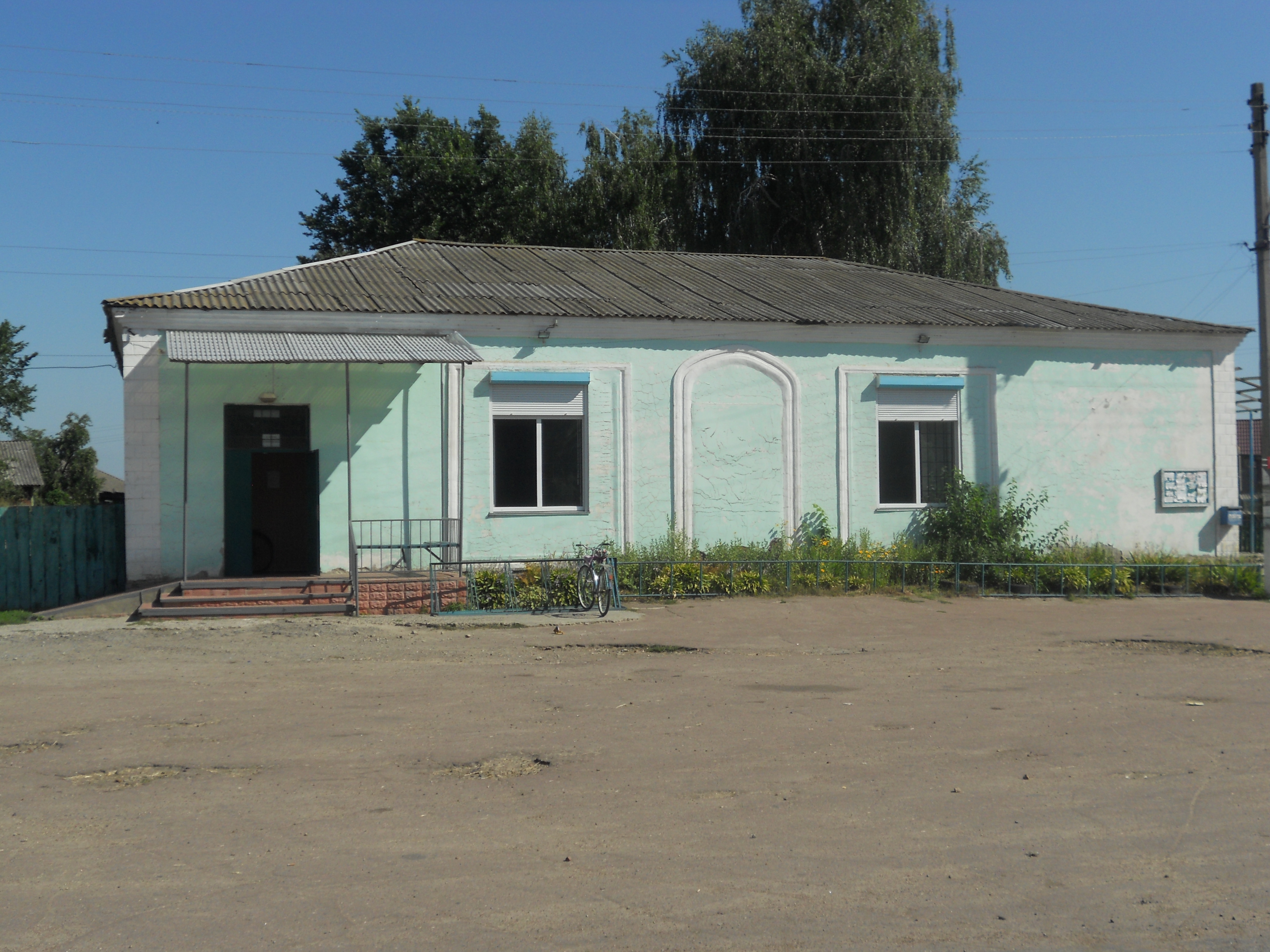
Магазин